# 吉尔吉斯共和国国家银行
吉尔吉斯共和国国家银行（英語：National Bank of the Kyrgyz Republic，简称NBKR）是吉尔吉斯斯坦的中央银行，负责发行货币吉尔吉斯斯坦索姆。其属于非营利性质的独立法人实体，对外代表吉尔吉斯共和国参与国际活动。

## 目标与职能

### 目标
1997年7月29日发布的《吉尔吉斯共和国国家银行法》（页面存档备份，存于）规定了吉尔吉斯共和国国家银行的总体目标是通过实施适当的货币政策来实现和维持物价稳定；因此其首要任务是维持国家法定货币吉尔吉斯斯坦索姆的购买力，和保持国家银行支付系统的稳定运作。

### 职能
为了执行其分配的任务，吉尔吉斯共和国国家银行依法独立管理，并从事以下活动：
- 1.制定，确定并实现金融政策；
- 2.调控和监管银行和金融信贷机构在法律许可下运营 ；
- 3.研究、开发并实施统一的货币政策；
- 4.全权负责发行货币；
- 5.促进支付系统的有效运作；
- 6.制定开展银行业务，银行体系核算及报告的法规。

## 组织结构
吉尔吉斯共和国国家最高管理机构为董事会。董事会由七名全职工作的成员组成，成员由国会选出再由吉尔吉斯斯坦总统任命；

国家银行总部由21个部门组成，在总部外还设有六个地区分行和一个驻巴特肯州代表处，分别为：
| | |
| - 1、经济部（英語：Economic Department） - 货币政策司（英語：Monetary Policy Division） - 宏观经济分析与金融市场分析司（英語：Macroeconomic Analysis and Financial Market Analysis Division） - 经济研究中心（英語：Economic Research Center） - 宏观经济建模组（英語：Macroeconomic Modeling Group） - 2、货币市场运作部（英語：Monetary Operations Department） - 再融资与证券配售司（英語：Refinancing and Securities Placement Division） - 国际储备配置司（英語：International Reserves Placement Division） - 交易业务司（英語：Dealing Operations Division） - 3、金融统计审查部（英語：Financial Statistics and Review Department） - 金融统计司（英語：Financial Statistics Division） - 国际收支与外债司（英語：Balance of Payment and External Debt Division） - 统计基础技术支持司（英語：Statistical Base Technical Support Division） - 国家银行出版物发行司（英語：Publications of the National Bank Issue Division） - 4、外部监管部（英語：External Oversight Department） - 银行外部监管司（英語：External Supervision Division of the banks） - 非银行金融机构外部监督司（英語：External Supervision Division of NBFIs） - 综合报告与分析司（英語：Consolidated Reporting and Analysis Division） - 5、稽查部（英語：Inspection Department） - 银行业巡检司（英語：Banking Inspection Division） - 非银行金融机构巡检司（英語：NBFIs Inspection Division） - 评估司（英語：Evaluation Division） - 分析组（英語：Analytical Group） - 6、监管法规及执照发放部（英語：Supervision Methodology and Licensing Department） - 监管方法研究司（英語：Supervision Methodology Division） - 金融产品方法研究司（英語：Financial Products Methodology Division） - 执照发放司（英語：Licensing Division） - 7、安保和信息保护部（英語：Security and Information Security Department） - 8、风险管控司（英語：Risk Control Division） - 9、会计及呈报部（英語：Accounting and Reporting Department） - 金融市场清算司（英語：Financial Market Settlements Division） - 金融报告与方法研究司（英語：Financial Reporting and Methodology Division） - 综合制账司（英語：General Ledger Formation Division） - 行政管理司（英語：Administration Division） - 10、法律部（英語：Legal Department） - 11、新闻中心（英語：Press-service） - 12、内部审计事务人员（英語：Internal Audit Service） - 13、管理和预算部（英語：Department of Management and Budget） - 规划司（英語：Planning Division） - 预算司（英語：Budgeting Division） - 业务优化司（英語：Business Optimization Division） - 人力资源开发司（英語：Human Resource Development Division） - 人事司（英語：Personnel Division） | - 14、支付系统部（英語：Payment Systems Department） - 支付系统方法研究与政策司（英語：Payment Systems Methodology and Policy Division） - 支付系统检查与控制司（英語：Payment Systems Oversight and Control Division） - 支付系统分析与开发司（英語：Payment Systems Analysis and Development Division） - 15、银行清算部（英語：Bank Clearing Department） - 零售支付处理司（英語：Retail Payments Processing Division） - 总额清算司（英語：Gross Settlements Division） - 16、行政和后勤部（英語：Administration and Logistics Department） - 建筑与维修司（英語：Construction and Repair Division） - 大厦维修司（英語：Building Maintenance Division） - 电源工程事务人员（英語：Power Engineering Service） - 采购司（英語：Procurement Division） - 运输支持事务人员（英語：Transportation Support Service） - 娱乐中心（英語：Tolkun recreation center） - 17、现金管理部（英語：Cash Management Department） - 专业技术司（英語：Expertise Division） - 储备库（英語：Reserves Vault） - 现金运输事务人员（英語：Cash Messenger Service） - 现金业务司（英語：Cash Operations Division） - 废旧纸币回收组（英語：Group for worn out banknotes recycling） - 18、银行业自动化部（英語：Department of Banking Automation） - 自动化系统支持司（英語：Division of Support for Automated Systems） - 信息系统司（英語：Information Systems division） - 服务支持司（英語：Service Support division） - 信息技术支持组（英語：IT Support Group） - 19、项目执行部（英語：Project Implementation Unit） - 20、董事会秘书处（英語：Board Secretariat） - 21、文档管理和通信部（英語：Documentation Management and Communications Department） - 文档管控司（英語：Documentation Management and Control Division） - 国家语言文字发展司（英語：State Language Development Division） - 公共关系及礼宾司（英語：Public Relations and Protocol Division） - 地区分行 - 贾拉拉巴德州分行 - 伊塞克湖州分行 - 纳伦州分行 - 奥什州分行 - 塔拉斯州分行 - 楚河州分行 - 代表处 - 驻巴特肯州代表处 |